# Дусь Іван Петрович
Іва́н Петро́вич Ду́сь (нар. 6 липня 1984 — 18 травня 2016) — солдат Збройних сил України, учасник російсько-української війни.

## Життєпис
Народився 1984 року в селі Велика Купля (Березнівський район) в багатодітній родині; мама Басюк Лідія Іванівна виховувала дітей сама. 1999 року закінчив Замостищенську ЗОШ, 2001-го — Костопільський технічний коледж, здобув спеціальність муляра-штукатура.
У квітні 2015 року мобілізований; солдат 18-го окремого мотопіхотного батальйону «Одеса» 28-ї окремої механізованої бригади, радіотелефоніст. З 18 травня по 17 жовтня 2015 року перебував у секторі «Б» (Курахове), від 11 листопада — в Станиці Луганській.
18 травня 2016 року зазнав смертельного поранення у голову внаслідок снайперського обстрілу взводного опорного пункту біля села Малинове (Станично-Луганський район) зі сторони окупованого села Христове. Його доставили в Станицю Луганську до районної лікарні, однак врятувати життя не вдалося — помер під час операції.
20 травня 2016 року похований у селі Данчиміст Костопільського району з військовими почестями.
Без Івана лишилися мама, донька Ганна 2010 р.н., брати Юрій та Василь, сестра Олена.

## Нагороди та вшанування
- указом Президента України № 421/2016 від 29 вересня 2016 року «за особисту мужність і високий професіоналізм, виявлені у захисті державного суверенітету та територіальної цілісності України, вірність військовій присязі» — нагороджений орденом «За мужність» III ступеня (посмертно)[1]
- 6 грудня 2016 року у селі Велике Поле Березнівського району відкрито та освячено меморіальну дошку на честь Івана Дуся.